# 志紀町
志紀町（しきまち）は埼玉県北足立郡に存在した町。
1944年2月11日に北足立郡志木町、内間木村（荒川左岸を除く）、及び入間郡宗岡村、水谷村の合併により成立したが、僅か4年余の後、1948年4月1日に再分裂し、消滅。
2月11日の紀元節の日に成立したため「志木」を「志紀」にしたとされている。

## 歴史
- 1944年2月11日 - 戦時町村合併促進法により北足立郡志木町、内間木村の荒川西岸、及び入間郡宗岡村、水谷村の合併により志紀町成立[1][2]。尚、内間木村の荒川東岸（重瀬地区）は同郡美笹村に編入[3]。
- 1948年4月1日 - 再分裂し、消滅。元の1町3村に戻る[1][2]。宗岡村・水谷村を含めこの1町3村は北足立郡の所属。

## 合併と分裂の経緯
戦争直前から戦時中にかけて、国家協力に向け力のある市町村を作るという国家方針の下、小規模ながら市町村合併が行われた。このような国家方針の下、この地域でも1町3村の合併が行われた。一方で特に、それまで入間郡に属しており同郡の鶴瀬村や南畑村との関係が強かった旧水谷村などで、合併の是非をめぐって紛糾する事態となった。
戦後不安定な状態にあった同町は再分離へと至った。このような例は埼玉県内にも他に美野町（1943 - 46年、皆野町他5村を統合→分裂）、騎西町（1943 - 46年、騎西町他3村を統合→分裂）といったものがある。